# Bart Freundlich
Bartholomew „Bart“ Freundlich (* 17. Januar 1970 in New York City, New York) ist ein US-amerikanischer Filmregisseur, Drehbuchautor und Produzent.

## Leben
Freundlich wuchs in Manhattan auf und studierte an der New York University, die schon bekannte Persönlichkeiten des Films absolvierten, wie zum Beispiel Alec Baldwin oder Martin Scorsese.
Freundlich drehte 1993 mit A Dog Race in Alaska seinen ersten Kurzfilm. Für dieses Projekt verpflichtete er unter anderem Robert Sean Leonard. 1994 folgte mit Hired Hands ebenfalls ein Kurzfilm.
Er drehte 1997 sein Spielfilmdebüt: Das Familiengeheimnis. Für diesen Film konnte er Blythe Danner, Hope Davis und Laurel Holloman gewinnen. Nach vier Jahren Pause brachte Freundlich 2001 World Traveler mit Billy Crudup, Julianne Moore und Karen Allen heraus.
2004 führte Freundlich bei dem Jugendfilm Mission: Possible – Diese Kids sind nicht zu fassen! mit Kristen Stewart in der Hauptrolle Regie. Bei diesem Film handelt es sich um ein Remake des dänischen Films Kletter-Ida. Ein Jahr später drehte er Liebe ist Nervensache. Er führte bei acht Folgen der Fernsehserie Californication Regie.
Freundlich veröffentlichte 2009 mit Lieber verliebt eine Komödie, der weitere Arbeit für Film und Fernsehen folgten.
Er ist seit 2003 mit der Schauspielerin Julianne Moore verheiratet, sie haben zwei Kinder. Moore spielte bisher in drei von Freundlichs Filmen mit.

## Filmografie (Auswahl)
- 1993: A Dog Race in Alaska
- 1994: Hired Hands
- 1997: Das Familiengeheimnis (The Myth of Fingerprints)
- 2001: World Traveler
- 2004: Mission: Possible – Diese Kids sind nicht zu fassen! (Catch That Kid)
- 2005: Liebe ist Nervensache (Trust The Man)
- 2007–2012: Californication (Fernsehserie)
- 2009: Lieber verliebt (The Rebound)
- 2014: Mozart in the Jungle (Webserie, 2 Episoden)
- 2016: Wolves
- 2019: After the Wedding
- 2023: Sharper